# Беген
Беген (нім. Böhen) — громада в Німеччині, знаходиться в землі Баварія. Підпорядковується адміністративному округу Швабія. Входить до складу району Унтеральгой. Складова частина об'єднання громад Оттобойрен.
Площа — 20,53 км2. Населення становить 794 ос. (станом на 31 грудня 2020).

## Галерея

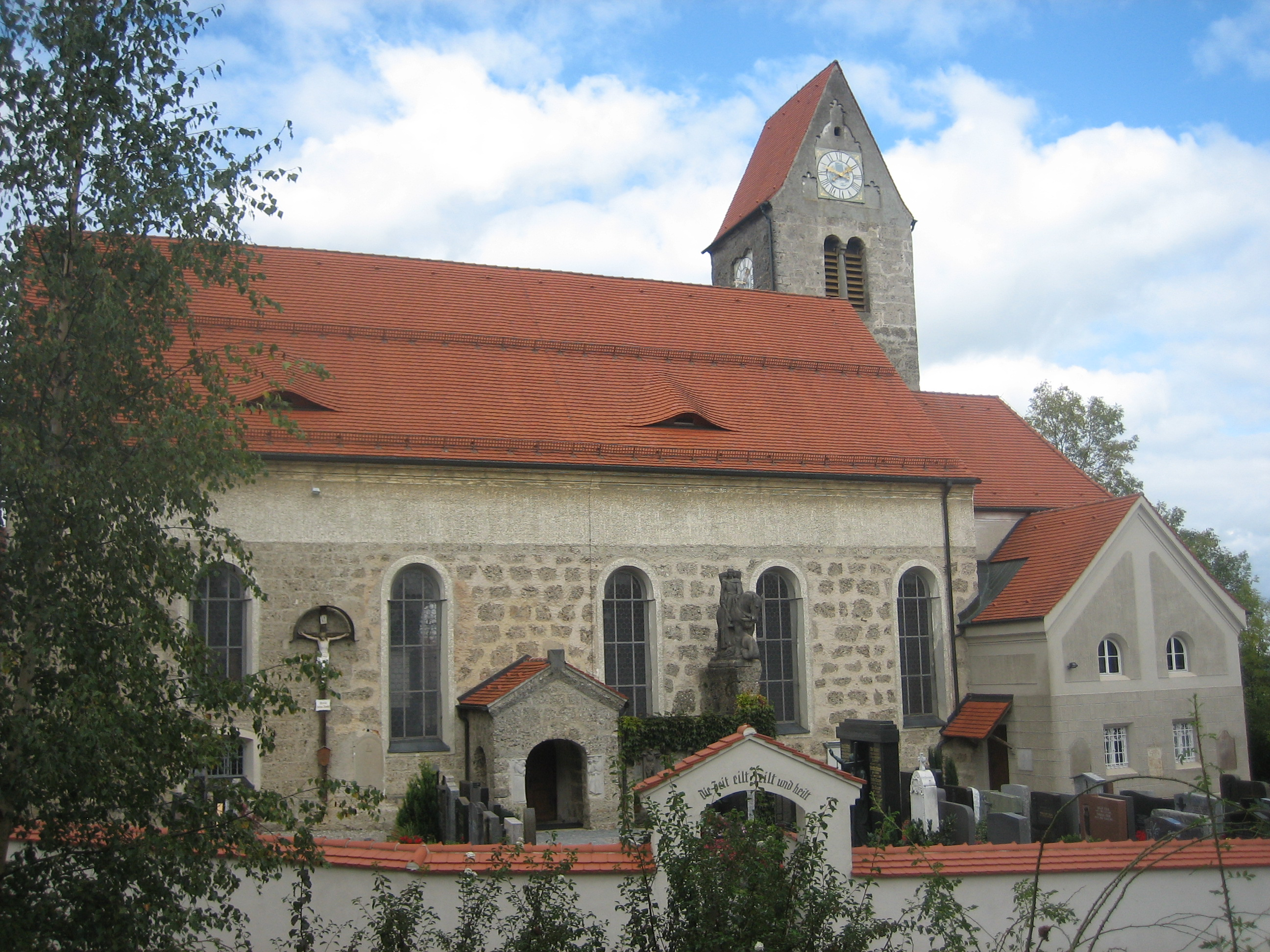